# Liste der Kulturdenkmäler in Gumbsheim
In der Liste der Kulturdenkmäler in Gumbsheim sind alle Kulturdenkmäler der rheinland-pfälzischen Ortsgemeinde Gumbsheim aufgeführt. Grundlage ist die Denkmalliste des Landes Rheinland-Pfalz (Stand: 25. März 2025).

## Einzeldenkmäler
| Bezeichnung         | Lage                               | Baujahr         | Beschreibung                                                                   | Bild            |
| ------------------- | ---------------------------------- | --------------- | ------------------------------------------------------------------------------ | --------------- |
| Evangelische Kirche | Friedhofstraße 1 Lage              | 1871–74         | neugotischer Sandsteinquadersaal, 1871–74                                      | Fotos hochladen |
| Kriegerdenkmal      | Friedhofstraße, vor Nr. 1 Lage     | 1936            | Kriegerdenkmal 1914/18, Soldat, bezeichnet 1936                                | BW              |
| Hofanlage           | Hauptstraße 17 Lage                | 1681            | Vierseithof; barockes Wohnhaus, teilweise Fachwerk (verputzt), bezeichnet 1681 | BW              |
| Hofanlage           | Steingasse 4 Lage                  | 18. Jahrhundert | Hofanlage; barockes Fachwerkhaus, 18. Jahrhundert                              | BW              |
| Menhir              | östlich des Ortes am Rohrbach Lage |                 | Kalksteinmenhir, Höhe etwa 2 m                                                 | Fotos hochladen |